# Ligier

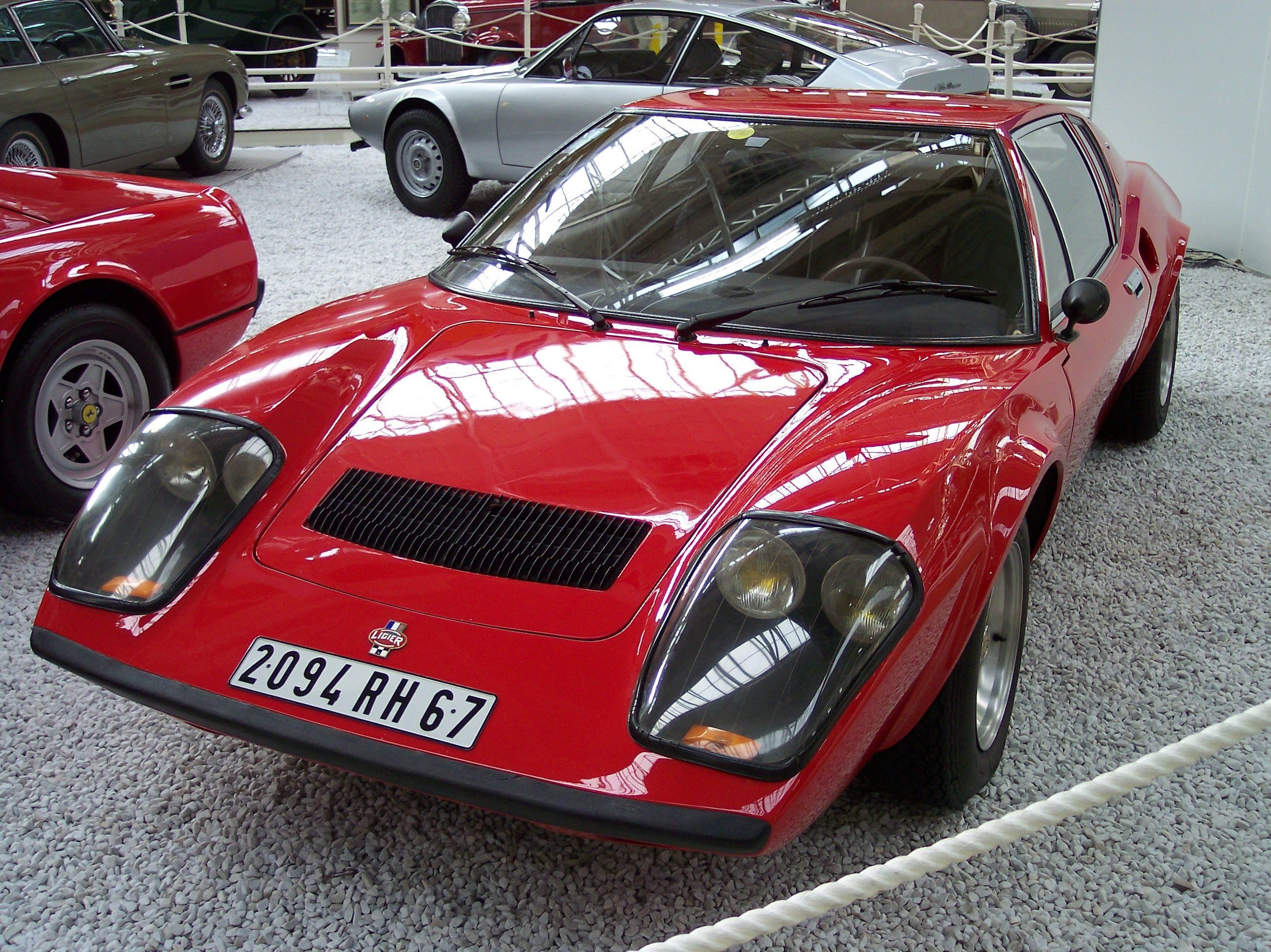
Ligier JS2

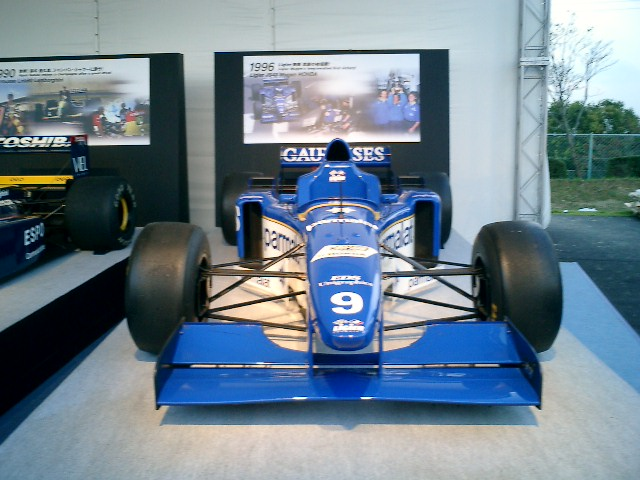
De laatste Formule 1-auto van Ligier, de JS43. Olivier Panis behaalde er zijn enige en Ligiers laatste F1-zege mee in 1996 in de GP van Monaco.

Ligier is een Frans automerk, brommobielmerk en voormalig Formule 1-team. Tussen 1975 en 1996 won het negen keer een Grand Prix.
Ligier werd opgericht door Guy Ligier, een voormalig rugby-international en autocoureur, die eind jaren vijftig, begin jaren zestig zeer rijk was geworden door wegenbouw in Frankrijk. Nadat zijn vriend Jo Schlesser in 1968 was omgekomen bij een race-ongeluk stopte Ligier met autoracen en begon met het bouwen van raceauto's. In de jaren die volgden namen verschillende Ligiers deel aan de 24 uur van Le Mans en in 1973 nam het de race-afdeling van Matra over. In deze periode maakte Ligier ook enkele sportauto's voor de weg.
In 1975 begon Ligier te werken aan een Formule 1-auto met Matra-motoren en een jaar later volgde het debuut in die raceklasse met de Ligier JS5. Deze werd de theepot genoemd vanwege zijn hoge airbox. Zonder die hoge airbox haalde men in 1977 voor het eerst een overwinning met Jacques Laffite in Zweden. Eind jaren zeventig behoorde het team tot de toppers in de Formule 1. In 1979 wisselde men de Matra voor Cosworth-motoren en leek men met coureurs Laffite en Patrick Depailler, geholpen door aerodynamische snufjes, op weg naar de titel. De concurrentie wist ze echter in te lopen en Depailler raakte geblesseerd bij een hang-glide ongeluk waardoor Ligier de titel mis liep.
Hierna zakte het team langzaam weg. Talbot nam een aandeel in het team maar vertrok eind 1982 toen het werd overgenomen door Peugeot. Het seizoen 1983 was een dieptepunt toen Jean-Paul Jarier en Raul Boesel geen punten scoorden. In samenwerking met Mike Curb begon Ligier eind 1983 met het bouwen van een IndyCar-auto maar dit werd een flop. De wagen kwalificeerde zich in 1984 niet altijd en Curb betaalde niet. Ook de Formule 1 leverde dat jaar weinig succes op ondanks de Renault-motoren. Doordat het Formule 1-team van Renault eind 1984 stopte kon Ligier verschillende medewerkers overnemen en de teruggekeerde Jacques Laffite wist in 1985 16 punten te scoren.
In 1986 ging het nog beter, Laffite en René Arnoux scoorden regelmatig punten en Laffite stond twee keer op het podium. Laffite werd halverwege het seizoen vervangen door Philippe Alliot nadat hij zijn beide benen had gebroken bij een startongeluk tijdens de Britse GP op Brands Hatch. Na het seizoen 1986 vertrok Renault en zakte het team weer weg. In 1987 zou men rijden met Alfa Romeo-motoren maar op het laatste moment trokken de Italianen zich terug en moest Ligier het doen met Megatron. Voor 1988 had Ligier een revolutionair ontwerp met brandstoftanks op een andere plaats. Dit was een mislukking want de auto werd er onbestuurbaar door en ontwerper Michel Tetu werd ontslagen.
Het team kwam nu echt in een diep dal. In 1989 werden er nog drie punten gescoord, in de twee jaren daarna geen een. Ligier wist in 1991 wel een deal te regelen met Renault voor motoren, die vanaf 1992 gebruikt zouden worden. Met de Renault-motoren ging het team weer wat vooruit en begon weer punten te pakken. Alain Prost, in 1991 ontslagen bij Ferrari, zou in 1992 ook bij het team gaan rijden maar wilde ook een deel van de aandelen overnemen waarmee Ligier uiteindelijk niet akkoord ging. Uiteindelijk verkocht Ligier een groot deel van zijn aandelen aan Cyril de Rouvre die de leiding van het team op zich nam. De Rouvre koos in 1993 verrassend voor twee Britse coureurs: Martin Brundle en Mark Blundell. Het werkte echter wel want voor het eerst sinds midden jaren tachtig stonden er weer Ligier-coureurs op het podium.
Eind 1993 verdween De Rouvre alweer van het toneel nadat hij was gearresteerd. Flavio Briatore, toen teambaas van Benetton, nam Ligier over om de Renault-motoren in handen te krijgen voor Benetton en gaf Eric Bernard en Olivier Panis de kans zich te laten zien. Het werd een matig jaar met een flinke uitschieter bij de Grand Prix van Duitsland waar beide coureurs geholpen door veel uitvallers op het podium stonden. Voor het seizoen 1995 gingen de Renault-motoren inderdaad naar Benetton en de auto van 1995 (een kopie van de Benetton) had een Mugen-Honda-motor. Het was een goed jaar voor het team en men scoorde 24 punten. Tom Walkinshaw, (een zakenpartner van Briatore) was intussen de teamleider en probeerde de laatste 21% van de aandelen van Guy Ligier over te nemen. Dit mislukte en Walkinshaw nam toen Arrows over. Briatore's mensen namen de macht begin 1996 weer over. De laatste overwinning volgde tijdens de Grand Prix van Monaco dat jaar waar Olivier Panis tot ieders verrassing wist te winnen, mede doordat slechts drie auto's de finish zagen. Begin 1997 verkocht Briatore het team aan Alain Prost die er Prost Grand Prix van maakte, waarmee de naam Ligier uit de Formule 1 verdween.

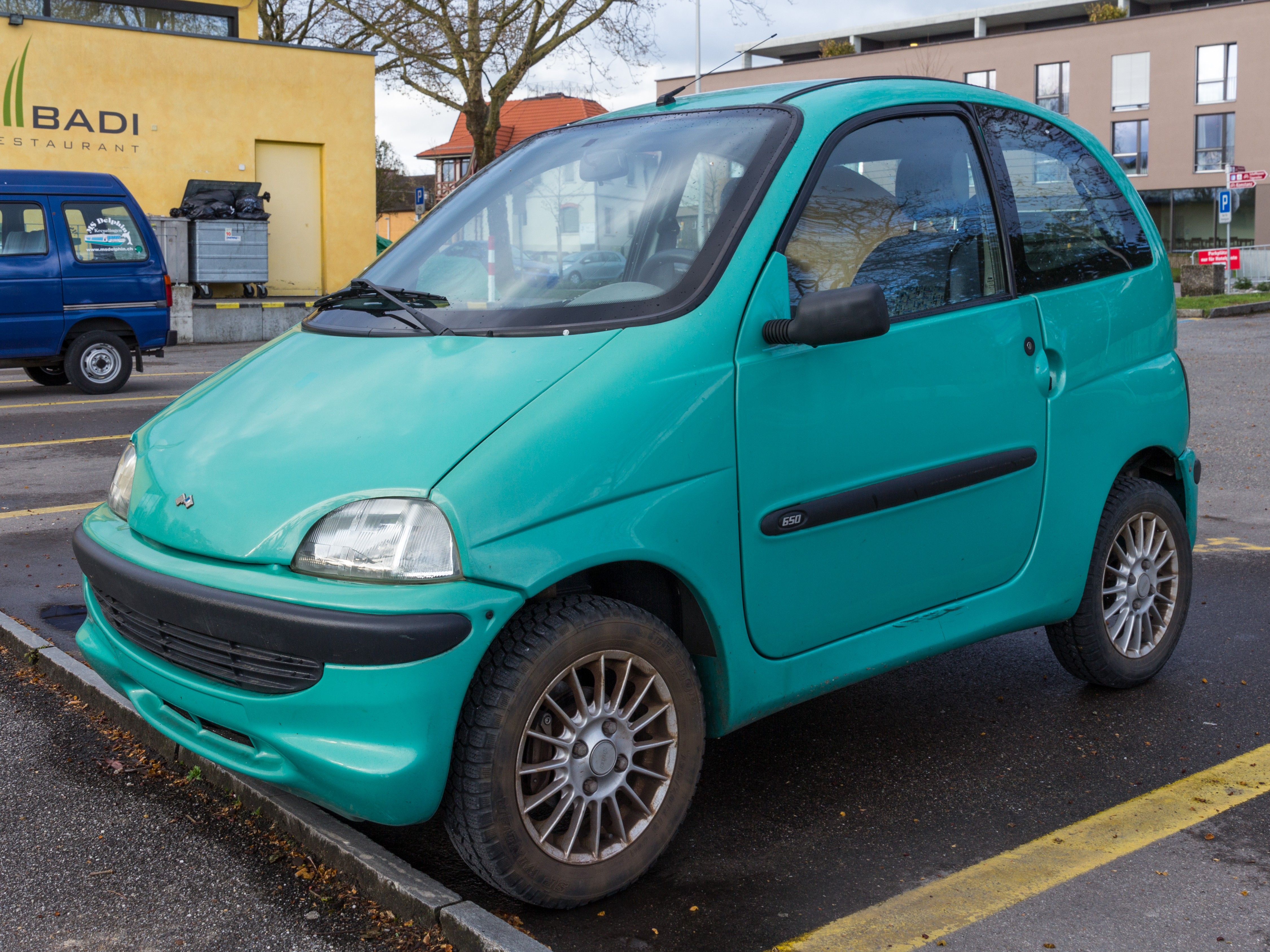
Ligier Nova 650

Momenteel legt het merk zich toe op het bouwen van raceauto's voor 'endurance'-races, zoals de 24 uur van Le Mans, de bouw van brommobielen en de bouw van zelfrijdende voertuigen voor in de openbare ruimte.

## Brommobielen
Ligier houdt zich naast de autoracewereld ook bezig met het bouwen van brommobielen. Dit doet zij onder twee merken. Namelijk: Ligier en Microcar. Deze twee merken vallen onder eenzelfde concern maar worden nog altijd in twee verschillende fabrieken gebouwd. Ligiergroup is met deze twee merken de grootste brommobielfabrikant van Europa. Ook in Nederland en België is Ligier met deze twee merken marktleider in de markt van brommobielen of 45 km auto's. Brommobielen zijn auto's zonder autorijbewijs, een bromfiets of AM-rijbewijs volstaat om er mee te rijden. Snelheid is beperkt tot 45 km/u voor deze wagens. 